# Кубок Англії з футболу 1931—1932
Кубок Англії з футболу 1931—1932 — 57-й розіграш найстарішого футбольного турніру у світі, Кубка виклику Футбольної Асоціації, також відомого як Кубок Англії. Втретє титул здобув Ньюкасл Юнайтед.

## Перший раунд
| Дата                  | Господарі                   | Рахунок | Гості                         |
| --------------------- | --------------------------- | ------- | ----------------------------- |
| 28 листопада          | Честер                      | 4:1     | Гартлпул Юнайтед              |
| 28 листопада          | Дарлінгтон                  | 1:0     | Волсолл                       |
| 28 листопада          | Дарвен                      | 4:1     | Пітерборо-енд-Флеттон Юнайтед |
| 28 листопада          | Борнмут енд Боском Атлетік  | 1:1     | Нортфліт Юнайтед              |
| 2 грудня Перегравання | Нортфліт Юнайтед            | 0:1     | Борнмут енд Боском Атлетік    |
| 28 листопада          | Барнет                      | 3:7     | Квінз Парк Рейнджерс          |
| 28 листопада          | Барроу                      | 3:3     | Донкастер Роверз              |
| 3 грудня Перегравання | Донкастер Роверз            | 1:1     | Барроу                        |
| 7 грудня Перегравання | Барроу                      | 1:1     | Донкастер Роверз              |
| 9 грудня Перегравання | Донкастер Роверз            | 1:0     | Барроу                        |
| 28 листопада          | Бат Сіті                    | 9:0     | Нангед                        |
| 28 листопада          | Редінг                      | 0:1     | Крістал Пелес                 |
| 28 листопада          | Фолкстоун                   | 2:5     | Брайтон енд Гоув Альбіон      |
| 28 листопада          | Кру Александра              | 2:2     | Гейнсборо Триніті             |
| 2 грудня Перегравання | Гейнсборо Триніті           | 1:0     | Кру Александра                |
| 28 листопада          | Свіндон Таун                | 0:5     | Лутон Таун                    |
| 28 листопада          | Транмер Роверз              | 3:0     | Вест Стенлі                   |
| 28 листопада          | Фулгем                      | 2:0     | Гілфорд Сіті                  |
| 28 листопада          | Крук Таун                   | 3:1     | Стокпорт Каунті               |
| 28 листопада          | Бристоль Роверз             | 5:1     | Джиллінгем                    |
| 28 листопада          | Нортгемптон Таун            | 9:0     | Метрополітен Поліс            |
| 28 листопада          | Ковентрі Сіті               | 2:2     | Клептон Орієнт                |
| 3 грудня Перегравання | Клептон Орієнт              | 2:0     | Ковентрі Сіті                 |
| 28 листопада          | Галл Сіті                   | 4:1     | Менсфілд Таун                 |
| 28 листопада          | Танбрідж Веллс Рейнджерс    | 1:1     | Брентфорд                     |
| 2 грудня Перегравання | Брентфорд                   | 2:1     | Танбрідж Веллс Рейнджерс      |
| 28 листопада          | Вімблдон                    | 1:3     | Норвіч Сіті                   |
| 28 листопада          | Ланкастер Таун              | 0:3     | Блайт Спартанс                |
| 28 листопада          | Сканторп-енд-Ліндсі Юнайтед | 2:1     | Рочдейл                       |
| 28 листопада          | Кардіфф Сіті                | 8:0     | Енфілд                        |
| 28 листопада          | Бертон Таун                 | +:-     | Віган Боро                    |
| 28 листопада          | Йовіл-енд-Петтерс Юнайтед   | 3:1     | Хеєс                          |
| 28 листопада          | Нью-Брайтон                 | 3:1     | Йорк Сіті                     |
| 28 листопада          | Торкі Юнайтед               | 1:3     | Саутенд Юнайтед               |
| 28 листопада          | Ньюарк                      | 1:1     | Галіфакс Таун                 |
| 2 грудня Перегравання | Галіфакс Таун               | 2:1     | Ньюарк                        |
| 28 листопада          | Йоркшир Аматор              | 1:3     | Карлайл Юнайтед               |
| 28 листопада          | Ротергем Юнайтед            | 0:0     | Аккрінгтон Стенлі             |
| 2 грудня Перегравання | Аккрінгтон Стенлі           | 5:0     | Ротергем Юнайтед              |
| 28 листопада          | Олдершот                    | 7:0     | Челмсфорд                     |
| 28 листопада          | Темз                        | 2:2     | Вотфорд                       |
| 2 грудня Перегравання | Вотфорд                     | 2:1     | Темз                          |
| 28 листопада          | Манчестер Сентрал           | 0:3     | Лінкольн Сіті                 |
| 28 листопада          | Ґейтсгед                    | 3:2     | Рексем                        |

## Другий раунд
До другого раунду увійшли переможці першого раунду. 
| Дата                   | Господарі                   | Рахунок | Гості                     |
| ---------------------- | --------------------------- | ------- | ------------------------- |
| 12 грудня              | Дарвен                      | 2:1     | Честер                    |
| 12 грудня              | Борнмут енд Боском Атлетік  | 1:0     | Блайт Спартанс            |
| 12 грудня              | Бат Сіті                    | 2:1     | Крістал Пелес             |
| 12 грудня              | Лінкольн Сіті               | 2:2     | Лутон Таун                |
| 16 грудня Перегравання | Лутон Таун                  | 4:1     | Лінкольн Сіті             |
| 12 грудня              | Гейнсборо Триніті           | 2:5     | Вотфорд                   |
| 12 грудня              | Транмер Роверз              | 2:0     | Бристоль Роверз           |
| 12 грудня              | Фулгем                      | 0:0     | Йовіл-енд-Петтерс Юнайтед |
| 17 грудня Перегравання | Йовіл-енд-Петтерс Юнайтед   | 2:5     | Фулгем                    |
| 12 грудня              | Брентфорд                   | 4:1     | Норвіч Сіті               |
| 12 грудня              | Нортгемптон Таун            | 3:0     | Саутенд Юнайтед           |
| 12 грудня              | Брайтон енд Гоув Альбіон    | 5:0     | Донкастер Роверз          |
| 12 грудня              | Карлайл Юнайтед             | 0:2     | Дарлінгтон                |
| 12 грудня              | Сканторп-енд-Ліндсі Юнайтед | 1:4     | Квінз Парк Рейнджерс      |
| 12 грудня              | Кардіфф Сіті                | 4:0     | Клептон Орієнт            |
| 12 грудня              | Бертон Таун                 | 4:1     | Ґейтсгед                  |
| 12 грудня              | Галіфакс Таун               | 3:0     | Аккрінгтон Стенлі         |
| 12 грудня              | Нью-Брайтон                 | 0:4     | Галл Сіті                 |
| 12 грудня              | Олдершот                    | 1:1     | Крук Таун                 |
| 16 грудня Перегравання | Крук Таун                   | 1:0     | Олдершот                  |

## Третій раунд
| Дата                  | Господарі                | Рахунок | Гості                      |
| --------------------- | ------------------------ | ------- | -------------------------- |
| 9 січня               | Бірмінгем Сіті           | 1:0     | Бредфорд Сіті              |
| 9 січня               | Блекпул                  | 1:1     | Ньюкасл Юнайтед            |
| 13 січня Перегравання | Ньюкасл Юнайтед          | 1:0     | Блекпул                    |
| 9 січня               | Честерфілд               | 5:2     | Ноттінгем Форест           |
| 9 січня               | Дарлінгтон               | 1:1     | Нортгемптон Таун           |
| 14 січня Перегравання | Нортгемптон Таун         | 2:0     | Дарлінгтон                 |
| 9 січня               | Бернлі                   | 0:4     | Дербі Каунті               |
| 9 січня               | Бері                     | 2:1     | Свонсі Сіті                |
| 9 січня               | Престон Норт-Енд         | 0:0     | Болтон Вондерерз           |
| 13 січня Перегравання | Болтон Вондерерз         | 2:5     | Престон Норт-Енд           |
| 9 січня               | Вотфорд                  | 1:1     | Фулгем                     |
| 14 січня Перегравання | Фулгем                   | 0:3     | Вотфорд                    |
| 9 січня               | Лестер Сіті              | 7:0     | Крук Таун                  |
| 9 січня               | Ноттс Каунті             | 2:2     | Бристоль Сіті              |
| 13 січня Перегравання | Бристоль Сіті            | 3:2     | Ноттс Каунті               |
| 9 січня               | Грімсбі Таун             | 4:1     | Ексетер Сіті               |
| 9 січня               | Мідлсбро                 | 1:1     | Портсмут                   |
| 13 січня Перегравання | Портсмут                 | 3:0     | Мідлсбро                   |
| 9 січня               | Вест-Бромвіч Альбіон     | 1:2     | Астон Вілла                |
| 9 січня               | Сандерленд               | 0:0     | Саутгемптон                |
| 13 січня Перегравання | Саутгемптон              | 2:4     | Сандерленд                 |
| 9 січня               | Лутон Таун               | 1:2     | Вулвергемптон Вондерерз    |
| 9 січня               | Евертон                  | 1:2     | Ліверпуль                  |
| 9 січня               | Шеффілд Юнайтед          | 2:1     | Корінтіан                  |
| 9 січня               | Транмер Роверз           | 2:2     | Челсі                      |
| 13 січня Перегравання | Челсі                    | 5:3     | Транмер Роверз             |
| 9 січня               | Тоттенгем Готспур        | 2:2     | Шеффілд Венсдей            |
| 13 січня Перегравання | Шеффілд Венсдей          | 3:1     | Тоттенгем Готспур          |
| 9 січня               | Квінз Парк Рейнджерс     | 3:1     | Лідс Юнайтед               |
| 9 січня               | Барнслі                  | 0:0     | Саутпорт                   |
| 12 січня Перегравання | Саутпорт                 | 4:1     | Барнслі                    |
| 9 січня               | Брентфорд                | 2:0     | Бат Сіті                   |
| 9 січня               | Брайтон енд Гоув Альбіон | 1:2     | Порт Вейл                  |
| 9 січня               | Плімут Аргайл            | 4:1     | Манчестер Юнайтед          |
| 9 січня               | Міллволл                 | 2:3     | Манчестер Сіті             |
| 9 січня               | Олдем Атлетік            | 1:1     | Гаддерсфілд Таун           |
| 13 січня Перегравання | Гаддерсфілд Таун         | 6:0     | Олдем Атлетік              |
| 9 січня               | Бредфорд Парк-Авеню      | 2:0     | Кардіфф Сіті               |
| 9 січня               | Бертон Таун              | 0:4     | Блекберн Роверз            |
| 9 січня               | Галіфакс Таун            | 1:3     | Борнмут енд Боском Атлетік |
| 9 січня               | Чарльтон Атлетік         | 1:2     | Вест Гем Юнайтед           |
| 9 січня               | Арсенал                  | 11:1    | Дарвен                     |
| 9 січня               | Сток Сіті                | 3:0     | Галл Сіті                  |

## Четвертий раунд
У цьому раунді зіграли переможці попереднього етапу.
| Дата                  | Господарі           | Рахунок | Гості                      |
| --------------------- | ------------------- | ------- | -------------------------- |
| 23 січня              | Честерфілд          | 2:4     | Ліверпуль                  |
| 23 січня              | Бері                | 3:1     | Шеффілд Юнайтед            |
| 23 січня              | Престон Норт-Енд    | 2:0     | Вулвергемптон Вондерерз    |
| 23 січня              | Вотфорд             | 2:1     | Бристоль Сіті              |
| 23 січня              | Шеффілд Венсдей     | 7:0     | Борнмут енд Боском Атлетік |
| 23 січня              | Грімсбі Таун        | 2:1     | Бірмінгем Сіті             |
| 23 січня              | Сандерленд          | 1:1     | Сток Сіті                  |
| 28 січня Перегравання | Сток Сіті           | 1:1     | Сандерленд                 |
| 1 лютого Перегравання | Сток Сіті           | 2:1     | Сандерленд                 |
| 23 січня              | Дербі Каунті        | 3:2     | Блекберн Роверз            |
| 23 січня              | Ньюкасл Юнайтед     | 1:1     | Саутпорт                   |
| 26 січня Перегравання | Саутпорт            | 1:1     | Ньюкасл Юнайтед            |
| 1 лютого Перегравання | Ньюкасл Юнайтед     | 9:0     | Саутпорт                   |
| 23 січня              | Манчестер Сіті      | 6:1     | Брентфорд                  |
| 23 січня              | Портсмут            | 1:1     | Астон Вілла                |
| 27 січня Перегравання | Астон Вілла         | 0:1     | Портсмут                   |
| 23 січня              | Челсі               | 3:1     | Вест Гем Юнайтед           |
| 23 січня              | Бредфорд Парк-Авеню | 4:2     | Нортгемптон Таун           |
| 23 січня              | Гаддерсфілд Таун    | 5:0     | Квінз Парк Рейнджерс       |
| 23 січня              | Порт Вейл           | 1:2     | Лестер Сіті                |
| 23 січня              | Арсенал             | 4:2     | Плімут Аргайл              |

## П'ятий раунд
На цьому етапі зіграли переможці попереднього раунду.
| Дата                   | Господарі        | Рахунок | Гості               |
| ---------------------- | ---------------- | ------- | ------------------- |
| 13 лютого              | Бері             | 3:0     | Сток Сіті           |
| 13 лютого              | Ліверпуль        | 3:0     | Грімсбі Таун        |
| 13 лютого              | Вотфорд          | 2:1     | Бредфорд Парк-Авеню |
| 13 лютого              | Шеффілд Венсдей  | 1:1     | Челсі               |
| 17 лютого Перегравання | Челсі            | 2:0     | Шеффілд Венсдей     |
| 13 лютого              | Ньюкасл Юнайтед  | 3:1     | Лестер Сіті         |
| 13 лютого              | Манчестер Сіті   | 3:0     | Дербі Каунті        |
| 13 лютого              | Портсмут         | 0:2     | Арсенал             |
| 13 лютого              | Гаддерсфілд Таун | 4:0     | Престон Норт-Енд    |

## Шостий раунд
На цьому етапі зіграли переможці попереднього раунду.
| Дата      | Господарі        | Рахунок | Гості          |
| --------- | ---------------- | ------- | -------------- |
| 27 лютого | Бері             | 3:4     | Манчестер Сіті |
| 27 лютого | Ліверпуль        | 0:2     | Челсі          |
| 27 лютого | Ньюкасл Юнайтед  | 5:0     | Вотфорд        |
| 27 лютого | Гаддерсфілд Таун | 0:1     | Арсенал        |

## Півфінали
У півфіналах зіграли команди, що перемогли на попередньому етапі.
| Дата       | Господарі       | Рахунок | Гості          |
| ---------- | --------------- | ------- | -------------- |
| 12 березня | Арсенал         | 1:0     | Манчестер Сіті |
| 12 березня | Ньюкасл Юнайтед | 2:1     | Челсі          |

## Фінал
| 23 квітня 1932 |

| Ньюкасл Юнайтед | 2:1      | Арсенал  |
| --------------- | -------- | -------- |
| Аллен 38', 72'  | Протокол | Джон 15' |

| Вемблі, Лондон Глядачів: 92 298 Арбітр: В.П. Гарпер |